# Carla Peterson
Carla Peterson (1974. április 6.) argentin színésznő. Komikus szerepeket játszik a TV-ben és a színházban.

## Élete
Córdobában az apja repülőmérnöknek volt. Carla kétéves volt, amikor Buenos Airesbe költöztek. Édesanyja olasz származású volt, 12 évesen költözött Argentínába. Három testvére van, ő a legidősebb. A szülei mindig arról álmodtak, hogy Carla ügyvéd lesz. Egy katolikus általános iskolába járt, ami azonban humanista szellemű volt, és színjátszást, táncot, nyelvet és sok irodalmat tanítottak nekik. Azonban senki nem volt a családjában aki művészettel foglalkozott volna. Ennek ellenére már 15 évesen táncórákat adott, és 18 évesen elment Los Angelesbe, hogy tovább képezze magát. Úgy tűnt, hogy táncos lesz, de 1994-ben megkapta első fontos filmszerepét.

## Magánélete
Két évig volt együtt egy fiatal párizsi filozófussal, Julien Hyvrarddal, aki Argentínában dolgozott újságíróként. Állítólag kompromisszumképes volt a kapcsolatuk, mégis 2009-ben elhagyta, és viszonyt kezdett Mike Amigorenával, aki a partnerét játszotta a Los exitosos Pells sorozatban. Férje argentin közgazdász, volt pénzügyminiszter Martin Lousteau. 2013. január 26-án született meg kisfiuk, Gaspar Lousteau.

## Karrier
Első szerepe a Dace Party volt 1992-ben, 1993-ban ezt két sorozat is követte: a Princesa és a Quereme. 1994-ben szerepelt az Aprender a volar című sorozatban, 1995-ben a Montaña Rusa. 1996-ban a La nena-ban szerepelt. 1997-ben a Naranja y media-ban. 1998-ban két sorozatban is játszott, a Te quiero, te quiero és a Verano del '98. Később, 2001-ben szerepelt a En Amor Arte-ban. 2002-ben a Son amores-ban. 2004-ben megint csak két sorozatban játszott, a La ninera-ban és a Los Pensionados-ban. 2005-ben a Amarte así-ban szerepelt. Nagy sikert aratott a 2006-os Sos mi vida-ban, amit Magyarországon is leforgattak Te vagy az életem címmel. Ez után Carla a főszerepet játszhatta el a Lalola című sorozatban a 2007-2008-as években. 2008-ban még két sorozatban játszott, a La ventana/Agua que brilla-ban és a Los Exitosos Pells-ben. 2010-ben két sorozata van, a El mural és a Plumíferos.

## Díjak
- Premios Clarín Espectáculos 2007: Legjobb komikus színész
- Martín Fierro 2007: Legjobb színésznő egy vígjátékban (Lalola)
- Premios Clarín Espectáculos 2008: Legjobb komikus színész

## Ismertebb sorozatai
| Év   | Cím                  | Eredeti cím      | Szerep                 |
| ---- | -------------------- | ---------------- | ---------------------- |
| 2007 | Lalola               | Lalola           | Dolores "Lola" Padilla |
| 2006 | Te vagy az életem    | Sos mi vida      | Constanza Insúa        |
| 2005 | Gyilkos nők          | Mujeres asesinas | Analia                 |
| 2001 | Szeretni beindulásig | Enamorarte       | Lucía Prieto           |
| 1998 | Végtelen nyár        | Verano del '98   | Perla Gómez            |